# Rhaphuma desaii
Rhaphuma desaii är en skalbaggsart som beskrevs av Gardner 1940. Rhaphuma desaii ingår i släktet Rhaphuma och familjen långhorningar. Inga underarter finns listade i Catalogue of Life.